# Canton de Chemin
Le canton de Chemin est une ancienne division administrative française, située dans le département du Jura et la région Franche-Comté.

## Composition
Le canton de Chemin regroupait onze communes.
| Nom                 | Code Insee | Intercommunalité            | Superficie (km2) | Population (dernière pop. légale) | Densité (hab./km2) |
| ------------------- | ---------- | --------------------------- | ---------------- | --------------------------------- | ------------------ |
| Chemin (chef-lieu)  | 39138      | CC de la Plaine Jurassienne | 9,14             | 344 (2014)                        | 38                 |
| Annoire             | 39011      | CC de la Plaine Jurassienne | 15,69            | 381 (2014)                        | 24                 |
| Aumur               | 39029      | CA Grand Dole               | 9,22             | 368 (2014)                        | 40                 |
| Champdivers         | 39099      | CA Grand Dole               | 7,45             | 440 (2014)                        | 59                 |
| Longwy-sur-le-Doubs | 39299      | CC de la Plaine Jurassienne | 16,46            | 529 (2014)                        | 32                 |
| Molay               | 39338      | CC de la Plaine Jurassienne | 6,38             | 507 (2014)                        | 79                 |
| Peseux              | 39412      | CA Grand Dole               | 5,36             | 309 (2014)                        | 58                 |
| Petit-Noir          | 39415      | CC de la Plaine Jurassienne | 20,52            | 1 134 (2014)                      | 55                 |
| Saint-Aubin         | 39476      | CA Grand Dole               | 33,76            | 1 784 (2014)                      | 53                 |
| Saint-Loup          | 39490      | CC de la Plaine Jurassienne | 9,58             | 285 (2014)                        | 30                 |
| Tavaux              | 39526      | CA Grand Dole               | 13,86            | 3 957 (2014)                      | 285                |

## Représentation

### Conseillers d'arrondissement (de 1833 à 1940)
| Période                                  | Période      | Identité                             | Étiquette   | Qualité |
| ---------------------------------------- | ------------ | ------------------------------------ | ----------- | --- |
| 1833                                     | 1848         | Vivant Danjean                       |             | Maire de Longwy-sur-le-Doubs                                                                                |
|                                          |              |                                      |             | |
| 1874                                     |              | M. Auburtin                          |             | |
|                                          |              |                                      |             | |
| 1892                                     |              | M. Richenet                          | Républicain | |
|                                          |              |                                      |             | |
| 1919                                     | 1926 (décès) | Célestin Isidore Danjean (1866-1926) | Rad.        | Cultivateur, maire de Tavaux                                                                                |
| 11 décembre 1926                         | 1940         | François-Xavier Barbier              | Rad.        | Cultivateur, maire de Saint-Aubin                                                                           |
| 1940                                     |              |                                      |             | Les conseils d'arrondissement ont été suspendus par la loi du 12 octobre 1940 et n'ont jamais été réactivés |
| Les données manquantes sont à compléter. |              |                                      |             | |

### Conseillers généraux de 1833 à 2015
| Période           | Identité                            | Parti                       | Qualité                                                                                              |
| ----------------- | ----------------------------------- | --------------------------- | --- |
| 1833-1858         | Marie-Auguste Gauthier              |                             | Propriétaire à Saint-Aubin                                                                           |
| 1858-1868 (décès) | Marquis Edmond-Eugène de Toulongeon |                             | Aide de camp de l'Empereur Napoléon III                                                              |
| 1868-1872         | Pierre-François Poux                | Républicain                 | Avocat, maire de Dôle (1860-1868)                                                                    |
| 1872-1900 (décès) | Claude Pierre Armand Poiffaut       | Républicain                 | Propriétaire, maire de Dole                                                                          |
| 1900-1913         | Charles Lamy                        | Républicain                 | Notaire à Saint-Aubin                                                                                |
| 1913-1940         | Maxime Molard (1878-1958)           | Rad.                        | Greffier de justice de paix à Chemin Nommé conseiller départemental en 1943                          |
|                   |                                     |                             | |
| 1945-1949         | Maxime Molard                       | RGR                         | Greffier de justice de paix à Chemin                                                                 |
| 1949-1955         | Fernand Hutin (1881-1970)           | RPF puis RS                 | Cultivateur Maire de Petit-Noir                                                                      |
| 1955-1967         | Auguste Maizier (1893-1974)         | RGR puis Centriste          | Maire de Petit-Noir                                                                                  |
| 1967-1979         | Jean Coron                          | DVG puis CDP puis Centriste | Instituteur Maire de Saint-Aubin (1971-1989)                                                         |
| 1979-1985         | André Vauchez                       | PS                          | Professeur de collège Maire de Tavaux (1977-2001)                                                    |
| 1985-1992         | Jean Coron                          | UDF                         | Maire de Saint-Aubin                                                                                 |
| 1992-2011         | André Vauchez                       | PS puis DVG                 | Député (1997-2002) Maire de Tavaux (1977-2001) Premier Vice-Président du Conseil Général (2008-2011) |
| 2011-2015         | Jean-Michel Daubigney               | DVD                         | Ingénieur/cadre technique Maire de Tavaux depuis 2001 Elu en 2015 dans le Canton de Tavaux           |

## Démographie
| 1962  | 1968  | 1975  | 1982  | 1990  | 1999  | 2006  | 2011   | 2012   |
| ----- | ----- | ----- | ----- | ----- | ----- | ----- | ------ | ------ |
| 9 202 | 9 819 | 9 710 | 9 976 | 9 889 | 9 855 | 9 995 | 10 179 | 10 142 |